# Tal Karp
Tal Karp (30 de dezembro de 1981) é uma ex-futebolista profissional australiana que atuava como meia.

## Carreira
Tal Karp representou a Seleção Australiana de Futebol Feminino, nas Olimpíadas de 2004. 